# Dolenje Kronovo
Dolenje Kronovo este o localitate din comuna Šmarješke Toplice, Slovenia, cu o populație de 135 de locuitori.